# Histoire des sciences arabes
L'Histoire des sciences arabes est un ouvrage de synthèse des travaux portant sur les sciences arabes, publié en 1997 sous la direction de Roshdi Rashed et avec la collaboration de Régis Morelon.
Publié initialement en anglais en 1996 sous le titre Encyclopedia of the History of Arabic Science, la traduction française est une version revue et corrigée.

## Présentation
Du VIIIe siècle au XVe siècle, de l'Espagne à la Chine, la langue arabe est celle utilisée pour les contributions scientifiques. C'est le sens ici donné dans le titre de cette synthèse à l'adjectif « arabe. »
Chaque chapitre est écrit par un ou des spécialistes du sujet et l'ouvrage, qui ne s'adresse pas uniquement aux spécialistes, sans pour autant être une œuvre de vulgarisation, se compose de trois volumes :
1. Astronomie, théorique et appliquée
2. Mathématiques et physique
3. Technologie, alchimie et sciences de la vie.

« « internationale », pourrait-on dire aujourd'hui, la science arabe l'est autant par ses sources que par ses développements et prolongements. Même si en majeure partie ses sources sont hellénistiques, elles comprennent aussi des écrits syriaques, sanskrits et persans »

— Roshdi Rashed, Histoire des sciences arabes.

## Contexte
Cet ouvrage est une synthèse des travaux sur les sciences arabes, la première de cette ampleur. Présentant un premier bilan, elle permet de faire la lumière sur la place accordée aux sciences arabes dans l'histoire des sciences afin d'abandonner l'idée selon laquelle elles n'auraient fait que transmettre les sciences grecques à l'Occident. En effet, comme le rappelle Karine Chemla, « les traditions scientifiques qui se sont développées hors d'Occident ont été mal traitées, des décennies durant, par la grande majorité des historiens. » Cela a conduit Roshdi Rashed à nommer cette position longtemps dominante chez les historiens des sciences « la doctrine de l'occidentalité de la science classique. »
Il ne s'agit pas de porter simplement un jugement sur cette position mais de la comprendre. Ainsi, selon cette position, la science en tant que théorie serait grecque et la science comme méthode expérimentale serait née au XVIIè. Concrètement, quand les historiens s'intéressaient aux sciences arabes, il le faisaient comme « archéologue » en ne cherchant qu'à reconstituer le savoir grec perdu. Les sciences arabes n'étaient alors qu'un « terrain de fouille ». Même si de nombreuses références aux sciences arabes sont faites par les philosophes et scientifiques depuis l'apparition de l'histoire des sciences comme discipline (Nicolas de Condorcet, Montucla), elles ont d'abord été faites au travers des traductions latines des textes de langue arabe. Pour autant, l'astronomie arabe a très vite suscité l’intérêt et donné lieu à des travaux historiques par Jean Jacques Antoine Caussin de Perceval, Jean-Baptiste Joseph Delambre ou encore Jean Jacques Emmanuel Sédillot par exemple.

« Mais l'historien de la science classique a pu aussi rompre avec cette doctrine : l'autre pratique historienne, contemporaine de la précédente, a vu le jour avec Alexander von Humboldt, sous l'influence duquel certains savants se sont impliqués dans l'étude directe et novatrice de l'histoire des sciences arabes: F. Woepcke et L.-A. Sédillot, par exemple, dont la tâche fut ensuite poursuivie par Nallino, Wiedemann, Suter, Ruska, Karpanski, Hirschberg, Kraus, Luckey, Nazif, etc., pour aboutir, à partir des années cinquante de ce siècle, à une accélération sans précédent de ce courant de recherche »

— Roshdi Rashed, Histoire des sciences arabes.
Ainsi, c'est à partir du XIXe siècle — avec des travaux pionniers d'historiens comme Franz Woepcke et qui se sont finalement grandement développés à partir du milieu du XXe siècle — que les études sur les sciences arabes ont adopté une autre tradition historiographique. Il s'agit donc de les appréhender au travers de l'étude des textes scientifiques, « considérer les choses pour ce qu'elles sont et non comme on voudrait qu'elles soient : c'est l'étude de la science arabe pour elle-même. »

« R. Rashed propose de changer la perspective et de regarder ces faits non plus du point de vue de l'Europe scientifique à venir, mais depuis le monde arabe médiéval lui-même. Il apparaît d'abord que des contributions élaborées dans les contrées les plus diverses se retrouvèrent, pour la première fois, rendues en une seule et même langue, l'arabe, alors largement parlée depuis la Chine jusqu'à l'Espagne. Par voie de conséquence – et c'est une caractéristique majeure de l'activité scientifique arabe –, les concepts, les théories, les résultats les plus divers se mêlèrent et se fécondèrent mutuellement »

— Karine Chemla, Encyclopædia Universalis.

## Contenu
- Volume 1 : Astronomie, théorique et appliquée

1. Régis Morelon
2. Régis Morelon
3. George Saliba
4. David A. King
5. Edward S. Kennedy
6. Henri Grosset-Grange (Henri Rouquette)
7. Juan Vernet et Julio Samsó
8. Bernard R. Goldstein
9. Henri Hugonnard-Roch

- Volume 2 : Mathématiques et physique

1. Ahmad S.Saidan
2. Roshdi Rashed
3. Roshdi Rashed
4. Roshdi Rashed
5. Boris Rosenfeld, Adolf P. Youschkevitch
6. Marie-Thérèse Debarnot
7. André Allard
8. Jean-Claude Chabrier
9. Mariam Rozhanskaya (I. S. Levinova)
10. Roshdi Rashed
11. Gül A.Russell
12. David C. Lindberg

- Volume 3 : Technologie, alchimie et sciences de la vie

1. Donald R. Hill
2. André Miquel
3. Toufic Fahd
4. Georges Chehata Anawati
5. Robert Halleux
6. Emilie Savage-Smith
7. Danielle Jacquart
8. Françoise Micheau
9. Jean Jolivet

## Réception
Pascal Crozet, qui estime que l'ouvrage offre « des perspectives pour les recherches à venir », juge l'ensemble « d'un très haut niveau » tout en précisant que les chapitres sont inégaux. Pour Hélène Bellosta il « est appelé à devenir un ouvrage de référence et un outil indispensable à tous ceux qui s’intéressent à l’histoire des sciences arabes. »

## Éditions
- Anglaise : (en) Roshdi Rashed (dir.), Encyclopedia of the History of Arabic Science, London/New York, Routledge, 1996, 1105 p., 3 vol. (ISBN 0-415-02063-8)
  - (en) Astronomy : theoretical and applied, London/New York, Routledge, 1996, 1105 p. (ISBN 978-0-415-12410-2 et 0-415-12410-7)
  - (en) Mathematics and the physical sciences, London/New York, Routledge, 1996, 1105 p. (ISBN 978-0-415-12411-9 et 0-415-12411-5, lire en ligne)
  - (en) Technology, alchemy and life sciences, London/New York, Routledge, 1996, 1105 p. (ISBN 978-0-415-12412-6 et 0-415-12412-3, lire en ligne)
- Française : Roshdi Rashed (dir.), Histoire des sciences arabes, Seuil, 1997, 3 vol. (ISBN 2-02-030355-8)
  - Astronomie, théorique et appliquée, Paris, Éd. du Seuil, 1997, 376 p. (ISBN 978-2-02-030352-1 et 2-02-030352-3)
  - Mathématiques et physique, Paris, Éd. du Seuil, 1997, 422 p. (ISBN 978-2-02-030353-8 et 2-02-030353-1)
  - Technologie, alchimie et sciences de la vie, Paris, Éd. du Seuil, 1997, 321 p. (ISBN 978-2-02-030354-5 et 2-02-030354-X)
- Arabe : Mawsu‘a Tarikj al-‘ulum al-‘arabiyya, Markaz Dirasat al-Wahda al-‘arabiyya, 1997